# Merethe Lindstrøm
Merethe Lindstrøm (født 26. maj 1963 i Bergen) er en norsk forfatter. Hun modtog i 2012 Nordisk Råds Litteraturpris for romanen Dage i stilhedens historie.
Lindstrøm fik sin litterære debut i 1983 med en novellesamling og udgav sin første roman i 1992. Hun bor og arbejder i Storbritannien.